# 樂淇蘋果
樂淇蘋果，又名：PremA96，為紐西蘭的一個蘋果品種，由Plant and Food Research開發。由Royal Gala和GS 2184混種培育而成。2002年由紐西蘭Havelock North Fruit Company取得育種權，2010年開始以樂淇（Rockit）品牌於香港、台灣、新加坡、英國、美國及紐西蘭，以管裝販售。由於聯合國歐洲經濟委員會訂定的一般大眾消費品新鮮蘋果的規格下限為甜度10.5度、直徑50毫米或重70公克，樂淇蘋果因比標準細小，最初未能納入蘋果類別。經過申請，聯合國歐洲經濟委員會在2014年修訂標準，新增迷你蘋果（Miniature apple）類別，不再限制大小，只規範甜度須達12度以上，樂淇蘋果得以納入蘋果類別，及可以作為蘋果在歐洲上市，和Tiddly Pomme並列為世界上最小的一般消費型鮮食蘋果品種。

## 生產
原產地於紐西蘭北島的霍克斯灣（Hawke's bay），在美國、墨西哥、加拿大、比利時、義大利、澳洲，也有授權產區。果樹最快可以於種植兩年後結果，商業產量則要七年左右才能達成。紐西蘭的產季於每年三月底至四月開始，北半球每年九月。每公頃產量約60,000磅。

## 特徵

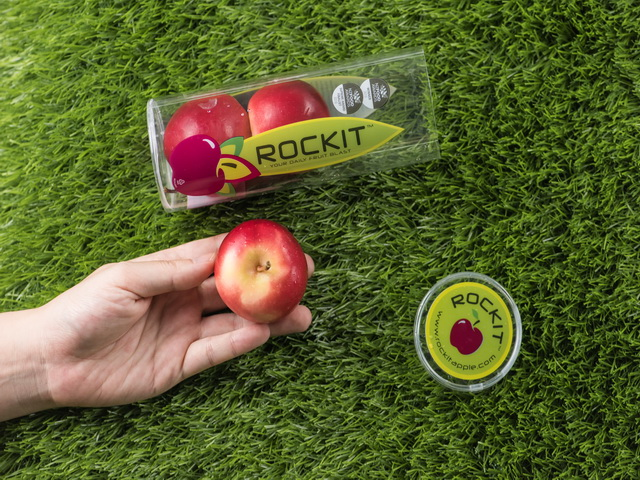
樂淇蘋果

主要外觀特徵是果型細小，平均直徑在50至70毫米左右，約莫介於高爾夫球與棒球之間的大小，而甜度達14度以上，屬於較高甜度的蘋果品種。經過冷藏12週，口感和硬度維持正常。

## 外部鏈接
维基共享资源上的相關多媒體資源：樂淇蘋果